# Maximiliano Scapparoni
Maximiliano Scapparoni (Caseros, Buenos Aires, 13 de enero de 1989) es un exfutbolista argentino. Su posición era arquero.

## Carrera
Scapparoni realizó todas las divisiones inferiores en el Boca Juniors. En 2004 el Manchester United se mostró interesado en contar con sus servicios y al llegar a un arreglo con Boca Juniors el jugador fue cedido por el lapso de dos meses al club inglés, luego al no llegar a un acuerdo económico entre las partes , debió volver a cumplir su contrato .
Fue parte de las selecciones sub-17 y sub-20 y en compromisos de carácter amistosos con la selección mayor. 
En enero de 2010 al no tener muchas posibilidades de mostrarse en Boca Juniors, decide emigrar al Ñublense cedido a préstamo sin cargo y sin opción. Al vencerse el préstamo retorna a su club de origen a pelear por un puesto con arqueros como Cristian Lucchetti, Javier Hernán García y Sebastián D'Angelo. Ya vuelto a la institución, juega en reserva y logra ir al banco en dos partidos, entre ellos, el superclásico.
El 30 de junio, el jugador dejó pertenecer al Club Boca Juniors, tras la finalización de su vínculo.

## Clubes
| Club                    | País      | Año            | PJ | Goles |
| ----------------------- | --------- | -------------- | -- | ----- |
| Boca Juniors            | Argentina | 2009/2010-2011 | 0  | 0     |
| Ñublense                | Chile     | 2010           | 7  | 0     |
| Los Andes               | Argentina | 2011-2013      | 1  | 0     |
| Independiente Rivadavia | Argentina | 2013-2018      | 22 | 0     |